# Posadnik
Een posadnik (Russisch: посадник, posadnik) was een namestnik (afgevaardigde) van de knjaz (prins) in een aantal Oost-Slavische plaatsen, die werd benoemd tot leider over een stad of een land. Het bekendst waren de posadniks (stadhouders) van de middeleeuwse steden Veliki Novgorod en Pskov.

## Novgorod
Hoewel in de Slavische literatuur wordt gesproken over de 9e-eeuwse figuur Gostomysl, werd de benaming posadnik voor het eerst gebruikt in de Nestorkroniek in 997 om de hoogste functionaris binnen een Oost-Slavische stad te beschrijven. De vroegste Novgorodse posadniks omvatten een dynastie, die bestond uit Dobrynya, zijn zoon Konstantin Dobrynitsj en Ostromir. Later zou deze benaming worden gebruikt voor de hoogste positie binnen het burgerlijke bestuur ("premier") in Novgorod en Pskov.
In de feodale Republiek Novgorod werd de stadsposadnik verkozen uit de kringen van bojaren door de vetsje om bemiddelaar te zijn tussen het volk en de Novgorodse knjaz. In 1354 voerde de staatsman Ontsifor Loekinitsj een hervorming door, waarbij het aantal posadniks werd uitgebreid van 1 naar 6. Dit betekende dat een persoon na zijn vervanging de titel bleef behouden. Hierdoor ontstond de benaming oude posadnik (старый посадник). De posadniks verkozen ook de zogenoemde stepennji posadnik (степенный посадник) uit de oude posadniks. Bij de hervorming van 1416-1417 werd het aantal posadniks verdriedubbeld en werden de stepennji posadniks verkozen voor een periode van zes maanden.
De laatste Novgorodse posadnik was Marfa Boretskaja, een adellijke vrouw die tegen Novgorods alliantie met Ivan III was. Toen de stad werd geannexeerd door Moskovië, werd ze gedeporteerd naar Moskou en werd de positie van posadnik afgeschaft. Marfa is een persoon in een novelle van Nikolaj Karamzin uit 1808.

## Pskov
Uit Pskov zijn 78 posadniks bekend van 1308 tot 1510. Zij werden lange tijd benoemd vanuit Novgorod tot ze in de 15e eeuw zelf hun posadniks begonnen aan te stellen.